# Gordana Grubin
Gordana Grubin, née le 20 août 1972 à Zrenjanin (province autonome de Voïvodine), est une ancienne joueuse serbe de basket-ball, évoluant au poste d'arrière.

## Club
- ZOKK Becej
- 1996-1997 : KK Hemofarm Vrsac ( Serbie)
- 1997-1998 : ŽKK Vojvodina Nis-Gas Novi Sad ( Serbie)
- 1998-1999 : MiZo Pécs ( Hongrie)
- 2000-2001 : ASD Basket Parme ( Italie)
- 2001-2003 : Lotos Gdynia ( Pologne)
- 2003-2005 : ASD Basket Parme ( Italie)
- 2005-2006 : Famila Schio  ( Italie)
- 2006-.... : Spartak région de Moscou ( Russie)

### Ligue d'été
- 1999 : Sparks de Los Angeles (WNBA)
- 2000-2001 : Fever de l'Indiana (WNBA)
- 2002 : Mercury de Phoenix (WNBA)
- 2004 : Comets de Houston (WNBA)
- 2005 : Sparks de Los Angeles (WNBA)

## Palmarès

### Sélection nationale
- Championnat d'Europe
  - 6e du Championnat d'Europe 2003 en Grèce
  - 1/4 finale du Championnat d'Europe 2001 en France
  - 7e du Championnat d'Europe 1999 en Pologne

### Distinction personnelle
- Choisie lors de la draft 1999 par les Sparks de Los Angeles
- Choisie en 1re position lors de la draft d'expansion 1999 par le Fever de l'Indiana